# Garrettsville
Garrettsville è una città degli Stati Uniti d'America, nella contea di Portage, nello stato dell'Ohio. Secondo il censimento del 2010 la popolazione era di 2 325 abitanti, diminuita a 2312 secondo una stima del 2012.
Garrettsville è la città natale del poeta Hart Crane.
|  |  |  |  |
|  |  |  |  |
|  |  |  |  |